# Mārtiņš Kazāks
Mārtiņš Kazāks (ur. 19 września 1973 w Lipawie) – łotewski ekonomista i urzędnik państwowy, od 2019 roku prezes Banku Łotwy. 

## Życiorys
W 1991 roku ukończył szkołę średnią nr 6 w Lipawie, następnie zaś uzyskał tytuł bakałarza z dziedziny ekonomii na Uniwersytecie Łotewskim w Rydze. Studiował także w Cambridge oraz Londynie, uzyskując tam magisterium w obszarze ekonomii. W 2005 roku został doktorem nauk ekonomicznych. 
W latach 1994–1995 pracował jako główny ekonomista w Ministerstwie Finansów Łotwy, był także wykładowcą uczelni wyższych, w tym Stockholm School of Economics in Riga (1996–2008). Od 2000 do 2002 był asystentem badacza w Szkole Studiów Słowiańskich i Wschodnioeuropejskich Koledżu Uniwersytetu Londyńskiego. W latach 2005–2009 pracował jako główny ekonomista i główny analityk ds.  makroekonomii w krajach bałtyckich „Hansabanka” (później przejętego przez „Swedbank”). Od 2010 do 2018 był zastępcą głównego ekonomisty „Swedbanku”, a także głównym ekonomistą tego banku oraz szefem Grupy ds. Badań Makroekonomicznych Krajów Bałtyckich. 
W 2018 został członkiem rady Banku Łotwy. Rok później został wybrany na prezesa Banku Łotwy, w 2025 roku uzyskał reelekcję na to stanowisko.
Jest autorem licznych publikacji z dziedziny ekonomii.